# مذبح

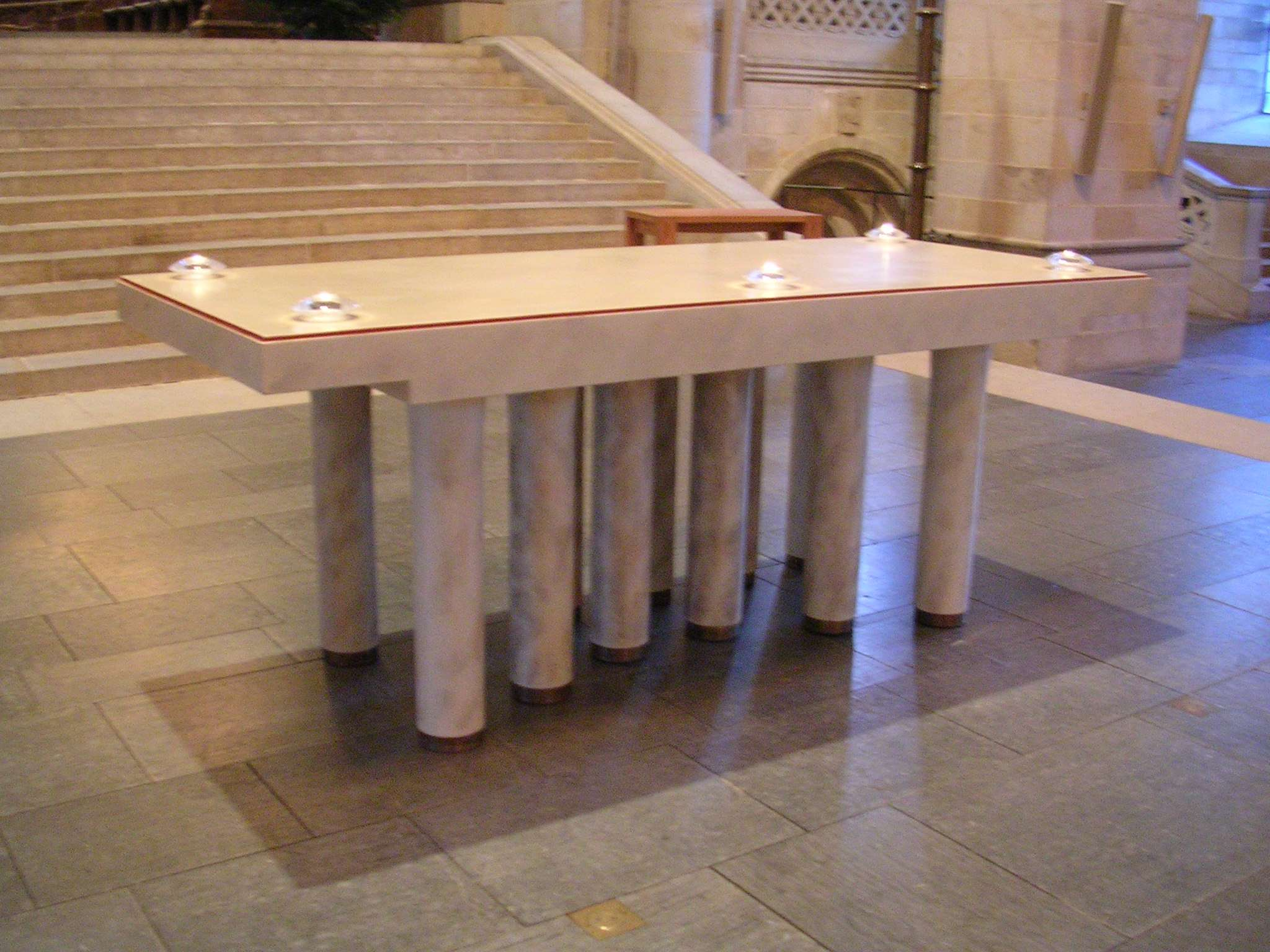
مذبح كاتدرائية لوند (السويد)

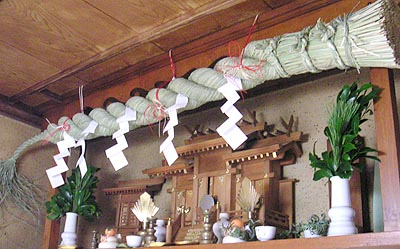
مذبح شنتويّ في اليابان

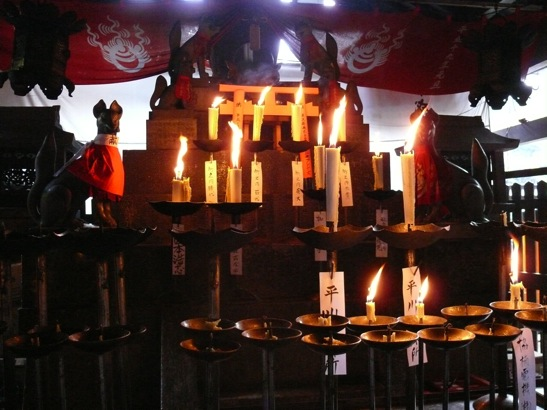
مذبح شنتويّ آخر في اليابان

المَذْبَح هو شبه طاولة أو أي بنية أخرى تقدّم عليها القرابين والهبات لغايات دينية، أو مكان مقدس تقام فيه الطقوس الدينية. توجد المذابح عادة في الأضرحة، المعابد، الكنائس وغيرها من أماكن العبادة. تستخدم اليوم بشكل مميز في الديانات البوذية، والهندوسية، والشينتو، والطاوية وكذلك المسيحية، والثيليما, والوثنية الجديدة, والشيطانية الإلحادية والسحر المراسيمي. كما استخدمت لدى العقائد القديمة، ومن ضمنها الوثنية الإغريقية والوثنية النورسكية.

## معرض صور

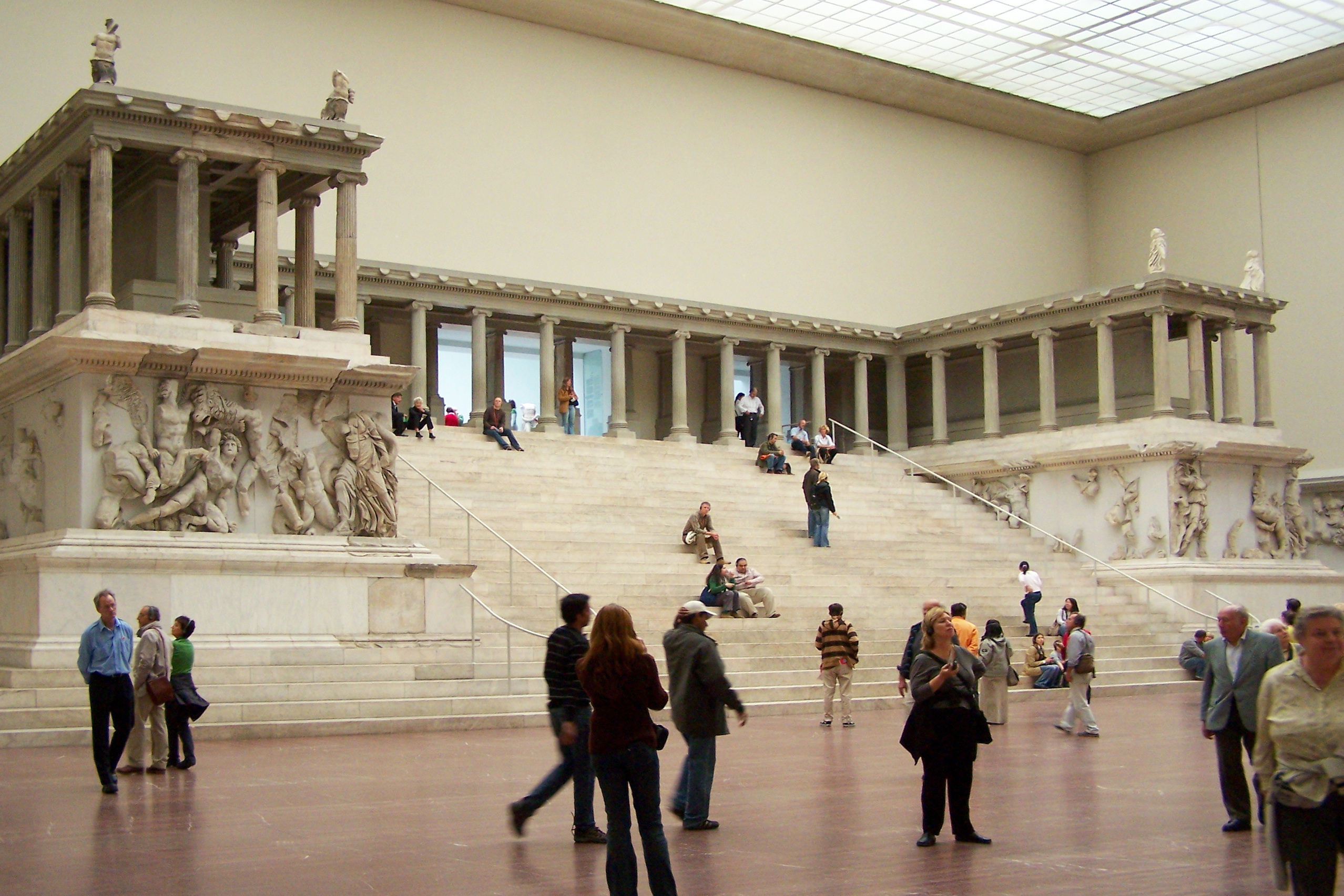
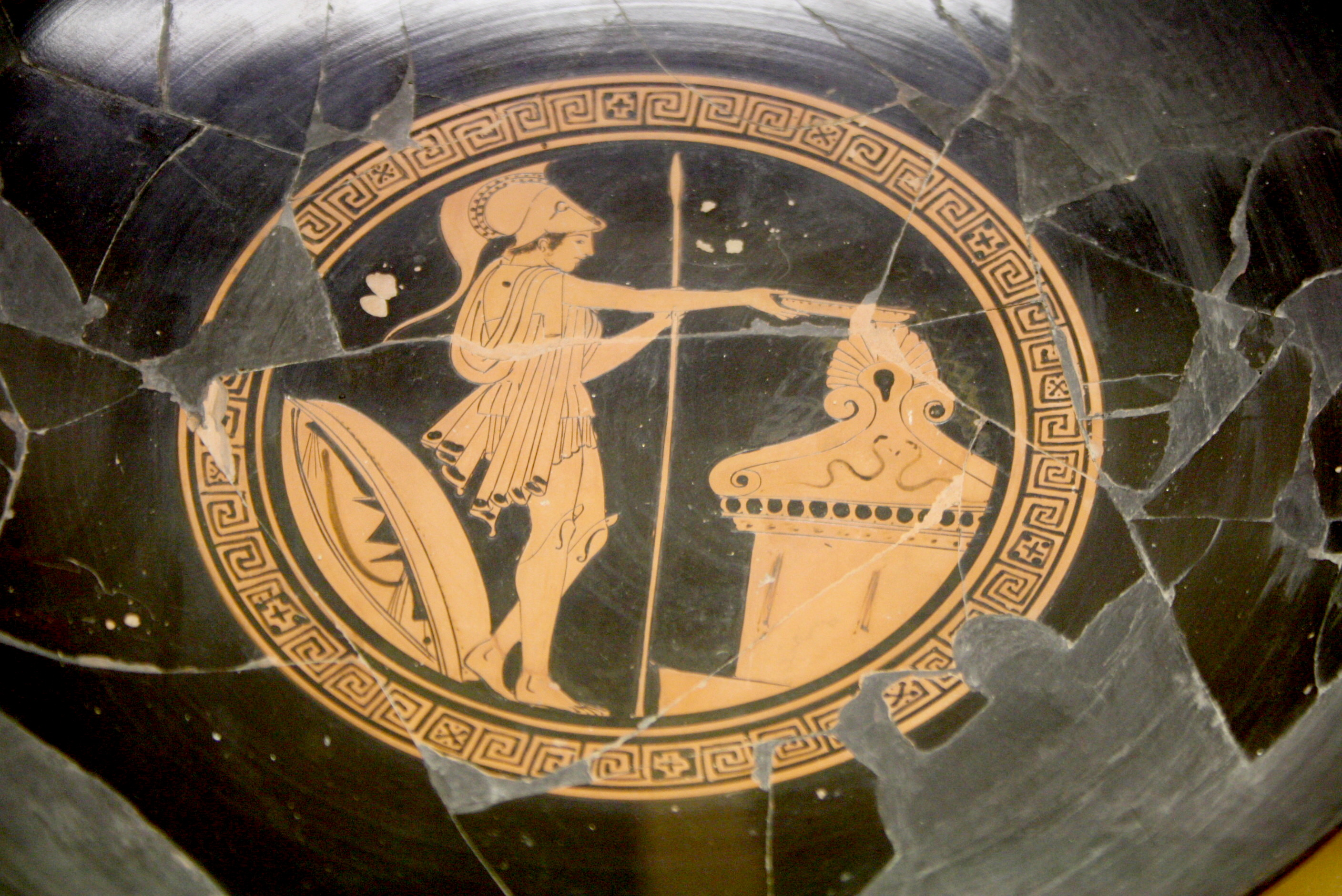
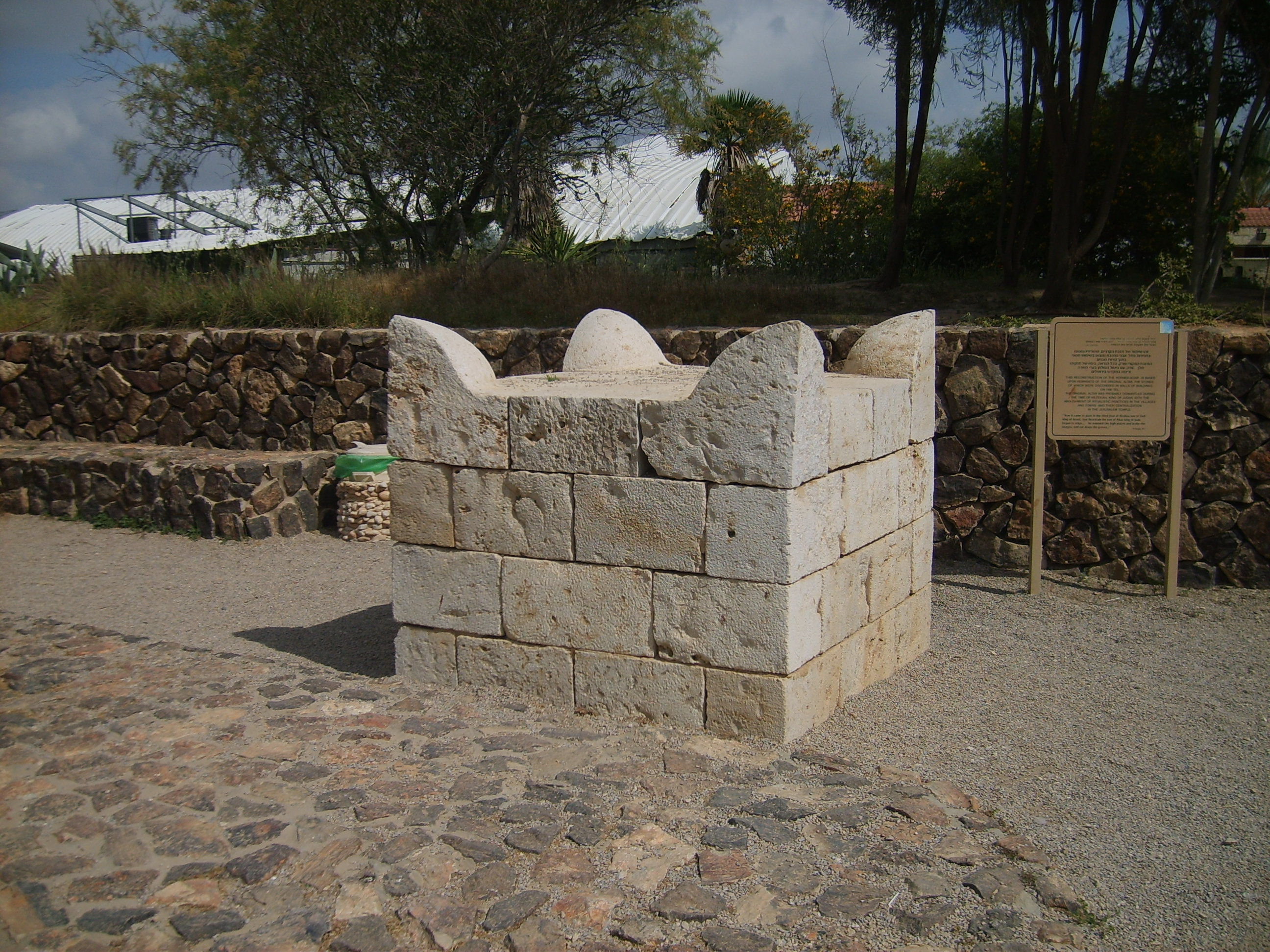
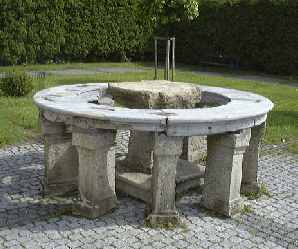